# Oxalis fruticosa
Oxalis fruticosa är en harsyreväxtart. Oxalis fruticosa ingår i släktet oxalisar, och familjen harsyreväxter.

## Underarter
Arten delas in i följande underarter:
- O. f. daphniformis
- O. f. fruticosa